# 나티크 바기로프
나티크 나디로비치 바기로프(벨라루스어: На́цік Наді́равіч Багі́раў 나치크 나디라비치 바히라우, 러시아어: На́тик Нади́рович  Баги́ров, 아제르바이잔어: Natiq Nadir oğlu Bağırov 나티크 나디르 오글루 바그로프, 1964년 9월 7일~)는 벨라루스의 유도 선수, 삼보 선수, 지도자이다. 벨라루스 유도 국가대표 선수로서 1996년 하계 올림픽과 2000년 하계 올림픽 남자 엑스트라라이트급에 참가했고 세계 선수권 대회에서 동메달 2개, 유럽 선수권 대회에서 동메달 2개를 획득했다.

## 수상

### 수훈
- 명예 벨라루스 체육 명인